# Linganmath, Khanapur
Linganmath là một làng thuộc tehsil Khanapur, huyện Belgaum, bang Karnataka, Ấn Độ.